# Quercus purulhana
Quercus purulhana — вид рослин з родини букових (Fagaceae); поширений у Центральній Америці від півдня Мексики до Нікарагуа.

## Опис
Дерево до 6–20(25) м заввишки. Кора шорстка, від жовто-сірої до чорнуватої. Гілочки спочатку густо-запушені, стають голими, рожево-коричневими, з блідими, піднятими сочевичками. Листки довгасто-еліптичні або зворотно-яйцюваті, шкірясті, 13–20 × 5–10 см; основа округла або майже серцеподібна; верхівка округла або майже гостра; край цілий або округло зубчастий, рідко зубчастий (якщо так, то з неглибокими, округлими зубами), злегка хвилястий і вигнутий; верх блискучий, віддалено волохатий; низ густо коричнево-жовто-запушений, особливо вздовж середньої жилки; ніжка червонувато-коричнева, 4–8 мм. Тичинкові сережки довжиною 4–8 см; маточкові — 1.5–4 см, 1–4-квіткові. Жолуді однорічні, поодинокі або 2–3 разом, на ніжці 1–2.5 см; горіх 1.2–1.7 см; чашечка вкриває 1/2 або 3/4 горіха.

## Середовище проживання
Країни поширення: Беліз, Гватемала, Гондурас, Мексика (Чіапас), Нікарагуа.
Росте в гірських і підгірних лісах, які варіюються від сухих до злегка вологих; на висотах 300–1400 м.

## Використання
Деревина використовується для будівництва, дров та вугілля.

## Загрози
Великі площі дубових лісів перетворені на сільськогосподарські угіддя, тоді як багато інших були втрачені внаслідок антропогенного впливу, такого як високий приріст населення, видобуток дров, збільшення частоти лісових пожеж.